# Hamnvik
Hamnvik est une localité du comté de Troms, en Norvège.

## Géographie
Administrativement, Hamnvik fait partie de la kommune d'Ibestad.